# 蛋白激酶A
蛋白激酶A（英語：Protein kinase A，简称为PKA）在细胞生物学中是指其活性取决于细胞环腺苷酸（cAMP）水平的一家族酶类。蛋白激酶A也被称为环腺苷酸依赖性蛋白激酶（EC 2.7.11.11）。蛋白激酶A在细胞中具有多种功能，包括对糖原、糖以及脂类代谢的调控。PKA在细胞内参与多种生物学过程的调控，包括细胞增殖、细胞分化、细胞凋亡、代谢调节等。例如，在细胞增殖中，PKA可以磷酸化转录因子和细胞周期蛋白，调控基因表达和细胞周期的进行。在细胞分化中，PKA可以调控细胞分化相关基因的表达，促进细胞向特定细胞类型的分化。在细胞凋亡中，PKA可以调控凋亡相关蛋白的表达和活性，影响细胞的生存与死亡。在代谢调节中，PKA可以调控多种代谢酶的活性，影响能量代谢和物质转化。
请勿将其与腺苷一磷酸激活性蛋白激酶——尽管也是类似的一类，但效应相反——以及周期蛋白依赖性激酶（Cdks）相混淆。